# Austnes
Austnes is een plaats in de Noorse gemeente Haram, provincie Møre og Romsdal. Austnes telt 375 inwoners (2007) en heeft een oppervlakte van 0,53 km².